# Born Again (album de Black Sabbath)
Pour les articles homonymes, voir Born Again.
Albums de Black Sabbath
Live Evil
(1982) Seventh Star
(1986)
Singles
1. Trashed
Sortie : 1983

Born Again est le 11e album studio du groupe britannique heavy metal Black Sabbath. Il est sorti le 7 août 1983 sur le label Vertigo Records en Europe et Warner Bros. Records en Amérique du Nord et fut produit par le groupe et Robin Black. Ian Gillan, anciennement de Deep Purple, a succédé à Ronnie James Dio, qui lui-même avait remplacé le chanteur originel de Black Sabbath, Ozzy Osbourne.

## Historique
Cet album fut enregistré dans le The Manor Studio à Shipton-on-Cherwell en Angleterre pendant le mois de mai 1983.
Born Again fut le seul album avec Ian Gillan (chanteur du groupe Deep Purple) au chant. Après la tournée de cet album, Ian, trouvant que son style n'était pas compatible avec celui de Black Sabbath, quitta le groupe, afin de participer à la reformation de Deep Purple.
Ozzy Osbourne commenta cet album comme étant "du Sabbath tourné en Purple". Les critiques musicales surnommaient pour leur part le groupe "Deep Sabbath". Bien que l'album ait marqué le retour derrière les fûts du batteur Bill Ward, celui-ci a refusé de participer à la tournée promotionnelle de l'album. Il sera remplacé par Bev Bevan, du groupe Electric Light Orchestra.

## Liste des titres

### Album original
Face 1
| No | Titre                 | Auteur                      | Durée |
| -- | --------------------- | --------------------------- | ----- |
| 1. | Trashed               | Iommi, Gillan, Butler, Ward | 4:16  |
| 2. | Stonehenge            | Iommi, Gillan, Butler, Ward | 1:58  |
| 3. | Disturbing the Priest | Iommi, Gillan, Butler, Ward | 5:49  |
| 4. | The Dark              | Iommi, Gillan, Butler, Ward | 0:45  |
| 5. | Zero the Hero         | Iommi, Gillan, Butler, Ward | 7:35  |

Face 2
| No | Titre         | Auteur                      | Durée |
| -- | ------------- | --------------------------- | ----- |
| 6. | Digital Bitch | Iommi, Gillan, Butler, Ward | 3:39  |
| 7. | Born Again    | Iommi, Gillan, Butler, Ward | 6:34  |
| 8. | Hot Line      | Iommi, Gillan, Butler       | 4:52  |
| 9. | Keep It Warm  | Iommi, Gillan, Butler       | 5:36  |

### Deluxe Edition 2011
Disc 1
- Album original

Disc 2
| No  | Titre                                 | Auteur                                                       | Durée |
| --- | ------------------------------------- | ------------------------------------------------------------ | ----- |
| 1.  | The Fallen (Titre studio inédit)      | Iommi, Gillan, Butler, Ward                                  | 4:30  |
| 2.  | Stonehenge (Version studio rallongée) | Iommi, Gillan, Butler, Ward                                  | 4:47  |
| 3.  | Hot Line (Live)                       | Iommi, Gillan, Butler                                        | 4:55  |
| 4.  | War Pigs (Live)                       | Iommi, Ozzy Osbourne, Butler, Ward                           | 7:55  |
| 5.  | Black Sabbath (Live)                  | Iommi, Osbourne, Butler, Ward                                | 7:11  |
| 6.  | The Dark (Live)                       | Iommi, Gillan, Butler, Ward                                  | 1:05  |
| 7.  | Zero the Hero (Live)                  | Iommi, Gillan, Butler, Ward                                  | 6:55  |
| 8.  | Digital Bitch (live)                  | Iommi, Gillan, Butler, Ward                                  | 3:34  |
| 9.  | Iron Man (Live)                       | Iommi, Osbourne, Butler, Ward                                | 7:41  |
| 10. | Smoke on the Water (Live)             | Ritchie Blackmore, Gillan, Roger Glover, Jon Lord, Ian Paice | 4:56  |
| 11. | Paranoid (Live)                       | Iommi, Osbourne, Butler, Ward                                | 4:18  |

- Les titres enregistrés en public (3 à 11) proviennent du concert donné le 27 août 1983 au Festival de Reading.

## Musiciens
Black Sabbath
- Ian Gillan : chant
- Tony Iommi : guitare, effets de guitare, flûte
- Geezer Butler : basse, effets de basse
- Bill Ward : batterie, percussions

Musicien additionnel
- Geoff Nicholls : claviers
- Bev Bevan: batterie, percussions sur les chansons live (Cd 2 - titres 3 - 11).

## Charts
| Pays             | Durée du classement | Meilleur classement |
| ---------------- | ------------------- | ------------------- |
| Allemagne        | 6 semaines          | 37e                 |
| Canada           | 15 semaines         | 37e                 |
| États-Unis       | 16 semaines         | 39e                 |
| Norvège          | 1 semaines          | 14e                 |
| Nouvelle-Zélande | 1 semaines          | 44e                 |
| Royaume-Uni      | 7 semaines          | 4e                  |
| Suède            | 5 semaines          | 7e                  |